# Nacionalinis finalas 2007
La settima edizione di Nacionalinis finalas si è svolta dal 27 gennaio al 3 marzo 2007 e ha selezionato il rappresentante della Lituania all'Eurovision Song Contest 2007 ad Helsinki.
I vincitori sono stati i 4FUN con Love or Leave, che all'Eurovision si sono piazzati al 21º posto su 24 partecipanti con 28 punti totalizzati nella finale.

## Organizzazione
L'emittente pubblica LRT ha optato per l'organizzazione di un programma di selezione per la sua ottava partecipazione eurovisiva. Gli artisti interessati hanno avuto modo di inviare all'emittente le proprie proposte dal 23 ottobre al 13 dicembre 2006. Il 17 gennaio 2007 sono state rese pubbliche le 37 canzoni accettate per prendere parte alle serate dal vivo, scese poi a 35 dopo i ritiri di Artas e Vilija Matačiūnaitė.
L'edizione 2007 si è articolata, come la precedente, in più serate. I tre quarti di finale sono stati suddivisi nel seguente modo: nel primo, dedicato agli artisti emergenti, sono state presentate 12 proposte, di cui 4 hanno acceduto alle semifinali; nel secondo, riservato a 13 artisti noti al pubblico, sono stati selezionati 7 brani per la fase successiva, e il terzo quarto ha visto 10 artisti dalla carriera consolidata competere per 8 posti nelle semifinali. Oltre a questi 19 artisti scelti in base a una combinazione di voto della giuria e televoto, ne sono stati scelti altri 4 da una giuria di esperti fra quelli non qualificati.
Successivamente, si sono tenute due semifinali, rispettivamente da 12 e 11 partecipanti, dalle quali hanno acceduto alla finale 5 artisti per serata, sempre in base alla votazione mista di giuria e pubblico; l'11º finalista è stato invece scelto dalla giuria.
La finale del 3 marzo si è articolata in due round di televoto. Il primo ha visto visto i 3 artisti più votati fra gli 11 finalisti accedere alla seconda fase, in cui il più votato è stato decretato vincitore. Il secondo round ha ribaltato quello che sarebbe stato il risultato originale: Rūta Ščiogolevaitė aveva infatti vinto il primo televoto con un largo margine, mentre i vincitori finali, i 4FUN, erano arrivati terzi.

## Quarti di finale
| #  | Artista          | Titolo                     | Punteggio | Punteggio | Punteggio | Punteggio | Posizione |
| #  | Artista          | Titolo                     | Giuria    | Televoto  | Televoto  | Totale    | Posizione |
| -- | ---------------- | -------------------------- | --------- | --------- | --------- | --------- | --------- |
| 1  | Pokeris          | Man reikia meilės          | 21        | 262       | 8         | 29        | 7         |
| 2  | Kupido           | Hero of Today              | 2         | 429       | 28        | 30        | 6         |
| 3  | Mini Me          | Like You                   | 27        | 448       | 32        | 59        | 3         |
| 4  | Marta            | Stay Away                  | 22        | 173       | 4         | 26        | 8         |
| 5  | Alien Run Amock  | A Cool Guy with Long Hair  | 16        | 290       | 16        | 32        | 5         |
| 6  | Dikaja Zemlja    | It's Time to Say Goodbye   | 2         | 400       | 24        | 26        | 8         |
| 7  | Slapjack         | Lust and Sexy Shadows      | 30        | 761       | 40        | 70        | 1         |
| 8  | Edgaras Kapočius | I Will Survive Without You | 5         | 264       | 12        | 17        | 10        |
| 9  | Jolita           | Air                        | 6         | 67        | 0         | 6         | 12        |
| 10 | Barbė-Q          | Feel Your Lips             | 12        | 393       | 20        | 32        | 4         |
| 11 | Sweetness Theory | Save Me                    | 21        | 1 164     | 48        | 69        | 2         |
| 12 | Angelina         | Tavo pirktos gėlės         | 10        | 168       | 0         | 10        | 11        |

| #  | Artista           | Titolo                     | Punteggio | Punteggio | Punteggio | Punteggio | Posizione |
| #  | Artista           | Titolo                     | Giuria    | Televoto  | Televoto  | Totale    | Posizione |
| -- | ----------------- | -------------------------- | --------- | --------- | --------- | --------- | --------- |
| 1  | Edita             | Wherever I Go              | 18        | 72        | 0         | 18        | 10        |
| 2  | Ashtrey           | The Green Sun              | 24        | 377       | 24        | 48        | 3         |
| 3  | Ingrida Paukštytė | Let's Pray                 | 0         | 227       | 12        | 12        | 11        |
| 4  | Mesa              | Bad Salad Ballad           | 16        | 450       | 32        | 48        | 3         |
| 5  | Žydrė             | It Was Good to Be with You | 12        | 363       | 20        | 32        | 7         |
| 6  | Nerri             | Breaking Free              | 22        | 242       | 16        | 38        | 6         |
| 7  | Natas             | The Fall                   | 23        | 207       | 8         | 31        | 8         |
| 8  | Stringaj          | Just Leave                 | 12        | 422       | 28        | 40        | 5         |
| 9  | Igors             | There's No Matter          | 1         | 129       | 0         | 1         | 13        |
| 10 | Super Kolegos     | PiaR                       | 5         | 199       | 4         | 9         | 12        |
| 11 | U-Soul            | At Your Door               | 13        | 454       | 40        | 53        | 2         |
| 12 | Helada            | Būk arti                   | 21        | 162       | 0         | 21        | 9         |
| 13 | Edita & Erika     | Something About Love       | 7         | 564       | 48        | 55        | 1         |

| #  | Artista            | Titolo                 | Punteggio | Punteggio | Punteggio | Punteggio | Posizione |
| #  | Artista            | Titolo                 | Giuria    | Televoto  | Televoto  | Totale    | Posizione |
| -- | ------------------ | ---------------------- | --------- | --------- | --------- | --------- | --------- |
| 1  | Rūta Ščiogolevaitė | If I Ever Make You Cry | 24        | 909       | 32        | 56        | 3         |
| 2  | Aistė Pilvelytė    | Emotional Crisis       | 13        | 403       | 20        | 33        | 6         |
| 3  | Rasa Kaušiutė      | Stranger               | 4         | 184       | 8         | 12        | 10        |
| 4  | Nacija             | Fly Up Together        | 12        | 81        | 4         | 16        | 9         |
| 5  | Dove & Gerda       | Each Day of My Life    | 20        | 265       | 16        | 36        | 5         |
| 6  | Augustė            | Fate                   | 26        | 938       | 40        | 66        | 2         |
| 7  | 4FUN               | Love or Leave          | 36        | 3 351     | 48        | 84        | 1         |
| 8  | The Road Band      | Auksinis ruduo         | 10        | 205       | 12        | 22        | 8         |
| 9  | Saulės Kliošas     | Tell Me Why            | 23        | 689       | 28        | 51        | 4         |
| 10 | Onsa               | Stay Here              | 6         | 420       | 24        | 30        | 7         |

## Semifinali
| #  | Artista          | Titolo                | Punteggio | Punteggio | Punteggio | Punteggio | Posizione |
| #  | Artista          | Titolo                | Giuria    | Televoto  | Televoto  | Totale    | Posizione |
| -- | ---------------- | --------------------- | --------- | --------- | --------- | --------- | --------- |
| 1  | 4FUN             | Love or Leave         | 32        | 1 954     | 48        | 80        | 1         |
| 2  | Edita & Erika    | Something About Love  | 0         | 326       | 4         | 4         | 12        |
| 3  | U-Soul           | At Your Door          | 6         | 458       | 20        | 26        | 7         |
| 4  | Barbė-Q          | Feel Your Lips        | 6         | 340       | 0         | 6         | 10        |
| 5  | Aistė Pilvelytė  | Emotional Crisis      | 16        | 1 289     | 40        | 56        | 2         |
| 6  | Slapjack         | Lust and Sexy Shadows | 23        | 531       | 24        | 47        | 4         |
| 7  | Onsa             | Stay Here             | 10        | 328       | 8         | 18        | 9         |
| 8  | Sweetness Theory | Save Me               | 15        | 762       | 32        | 47        | 4         |
| 9  | Stringaj         | Just Leave            | 7         | 366       | 12        | 19        | 8         |
| 10 | Natas            | The Fall              | 30        | 374       | 16        | 46        | 6         |
| 11 | Ashtrey          | The Green Sun         | 24        | 659       | 28        | 52        | 3         |
| 12 | The Road Band    | Auksinis ruduo        | 5         | 277       | 0         | 5         | 11        |

| #  | Artista            | Titolo                     | Punteggio | Punteggio | Punteggio | Punteggio | Posizione |
| #  | Artista            | Titolo                     | Giuria    | Televoto  | Televoto  | Totale    | Posizione |
| -- | ------------------ | -------------------------- | --------- | --------- | --------- | --------- | --------- |
| 1  | Rūta Ščiogolevaitė | If I Ever Make You Cry     | 34        | 1 399     | 48        | 82        | 1         |
| 2  | Augustė            | Fate                       | 24        | 593       | 20        | 44        | 5         |
| 3  | Mini Me            | Like You                   | 16        | 991       | 32        | 48        | 3         |
| 4  | Alien Run Amock    | A Cool Guy with Long Hair  | 16        | 299       | 8         | 24        | 7         |
| 5  | Edita              | Wherever I Go              | 6         | 71        | 0         | 6         | 10        |
| 6  | Žydrė              | It Was Good to Be with You | 6         | 358       | 16        | 22        | 8         |
| 7  | Ingrida Paukštytė  | Let's Pray                 | 2         | 211       | 4         | 6         | 10        |
| 8  | Dove & Gerda       | Each Day of My Life        | 21        | 617       | 24        | 45        | 4         |
| 9  | Mesa               | Bad Salad Ballad           | 10        | 935       | 28        | 38        | 6         |
| 10 | Saulės Kliošas     | Tell Me Why                | 32        | 1 134     | 40        | 72        | 2         |
| 11 | Nerri              | Breaking Free              | 7         | 350       | 12        | 19        | 9         |

## Finale
| #  | Artista            | Titolo                 | Televoti | Posizione |
| -- | ------------------ | ---------------------- | -------- | --------- |
| 1  | Saulės Kliošas     | Tell Me Why            | 3 586    | 5         |
| 2  | 4FUN               | Love or Leave          | 6 833    | 3         |
| 3  | Sweetness Theory   | Save Me                | 1 428    | 10        |
| 4  | Aistė Pilvelytė    | Just for Fun           | 7 944    | 2         |
| 5  | Slapjack           | Lust and Sexy Shadows  | 1 559    | 8         |
| 6  | Dove & Gerda       | Each Day of My Life    | 508      | 11        |
| 7  | Rūta Ščiogolevaitė | If I Ever Make You Cry | 10 179   | 1         |
| 8  | Mini Me            | Like You               | 1 166    | 7         |
| 9  | Natas              | The Fall               | 1 446    | 9         |
| 10 | Ashtrey            | The Green Sun          | 1 939    | 6         |
| 11 | Augustė            | Fate                   | 4 488    | 4         |

| # | Artista            | Titolo                 | Televoti | Posizione |
| - | ------------------ | ---------------------- | -------- | --------- |
| 1 | 4FUN               | Love or Leave          | 23 888   | 1         |
| 2 | Aistė Pilvelytė    | Emotional Crisis       | 10 155   | 3         |
| 3 | Rūta Ščiogolevaitė | If I Ever Make You Cry | 20 133   | 2         |